# Радио-телевизија Стара Пазова
Радио-телевизија Стара Пазова је медијско предузеће у Старој Пазови. Радио-телевизија Стара Пазова почела је са радом 1967. године. Оснивач ове медијске куће је општина Стара Пазова. Телевизијски програм емитује путем кабловских оператера на територији општине Стара Пазова а садржај поставља и на свој you tube канал РТВ Стара Пазова. Програм емитује  на српском језику и на словачком језику и намењен је локалној популацији. Поред ТВ програма производи и радијски програм који емитује на фреквенцији 91,5 MhZ такође  на српском језику и на словачком језику. И радијски програм је намењен локалној јавности, те покрива сигналом територију између Новог Сада и Београда. И радијски и телевизијски програм се емитује још и преко интернет странице www.rtvstarapazova.rs, a радијски програм се може чути и путем телевизије Стара Пазова у периоду од 01:00h до 11:00h. 

## ТВ емисије на српском језику
- Дневник 1, 2, 3
- Вести
- Култура у 21
- Мовилеанд
- У нашем атару
- Спортски преглед
- У ритму Пазове
- Наша прича о...
- Недеља за нама
- Строго локално

## ТВ емисије на словачком језику
- / Вести
- / Са вама и за вас

## Радио-емисије на српском језику
- Јутарњи програм
- Мали огласи
- Вести
- ХИТ ДАНА
- Тражимо Посао за Вас
- Тачно време
- Јутарњи преглед
- Дневник

## Радио-емисије на словачком језику
- / Имендан
- / Рецепт-кувамо за вас
- / Дневник
- / Мали огласи
- / Емисија о актуелним збивањима